# Ugh! (singolo)
Ugh! è un singolo discografico del gruppo musicale inglese The 1975, pubblicato nel 2015 ed estratto dal loro secondo album in studio I Like It When You Sleep, for You Are So Beautiful Yet So Unaware of It.

## Tracce
- Download digitale

1. Ugh! – 3:00

## Video
Il videoclip della canzone è stato diretto da Adam Powell ed è stato pubblicato il 18 dicembre 2015.

## Classifiche
| Classifica (2016) | Posizione raggiunta |
| ----------------- | ------------------- |
| Regno Unito       | 42                  |